# Undibacterium luofuense
Undibacterium luofuense es una bacteria gramnegativa del género Undibacterium. Fue descrita en el año 2021. Su etimología hace referencia al río Luofu, en China. Es aerobia y móvil por flagelo polar. Tiene un tamaño de 0,7-0,8 μm de ancho por 1-1,9 μm de largo. Forma colonias de color marrón claro con un círculo transparente. Temperatura de crecimiento entre 10-40 °C, óptima de 24-30 °C. Catalasa y oxidasa positivas. Es sensible a los antibióticos: carbenicilina, ceftriaxona, eritromicina y ciprofloxacino. Resistente a oxacilina, cefoperazona, polimixina y clindamicina. Tiene un genoma de 4,83 Mpb y un contenido de G+C de 51,7%. Se ha aislado de un río en China. 